# Horyzontalizm (sztuki wizualne)

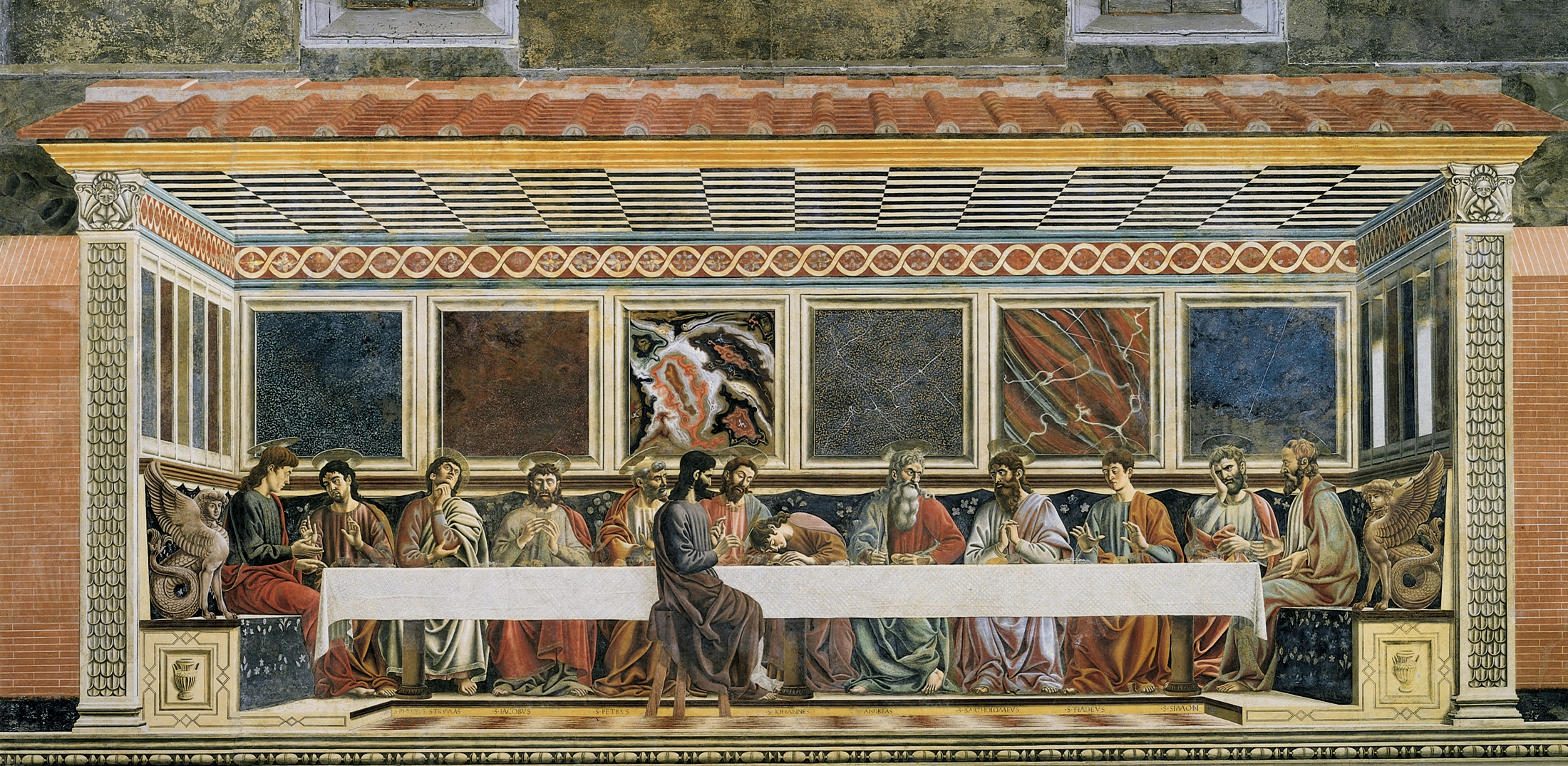
Kompozycja horyzontalna: Andrea del Castagno, Ostatnia Wieczerza (1445–1450)

Horyzontalizm (łac. horizon, horizontis) – w sztukach plastycznych zasada komponowania obrazu polegająca na akcentowaniu w dziele sztuki kierunków poziomych, rozbudowa kompozycji dzieła wszerz; przeciwieństwo wertykalizmu. Przykładem takiego dzieła jest Taniec śmierci Bernta Notke. 